# Exeristeboda
Exeristeboda is een geslacht van vlinders uit de familie van de Tortricidae (Bladrollers). Het geslacht werd voor het eerst wetenschappelijk beschreven door Razowski in 1990.

## Soorten
Het genus bevat de volgende soorten:

- Exeristeboda chlorocosma (Turner, 1925)
- Exeristeboda exeristis (Meyrick, 1910)